# 1877年德國聯邦選舉

選舉地圖

聯邦選舉於1877年1月10日在德國舉行。民族自由黨仍然是帝國議會中最大的政黨，在397個席位中擁有127個席位。選民投票率為60.6%。